# Roseau
Roseau är huvudstaden i staten Dominica (ej att blanda ihop med Dominikanska republiken). Roseau ligger på Dominicas västkust och har en uppskattad folkmängd på 14 847 invånare (2001). Staden omges av Karibiska havet och är byggd på samma plats som den antika byn Sairi, vilket gör staden till den äldsta på ön.
Staden exporterar bland annat banan, grönsaker, grapefrukt, apelsin och kakao.

## Historia
På 1800-talet fanns bara den centrala delen av Roseau och bara en sjundedel av stadens befolkning bor där idag. De gamla förorterna Newtown och Potter's Ville byggdes redan under sent 1800-tal och tidigt 1900-tal. Goodwill kom på 1950-talet och Bath Estate så sent som på 1980-talet. Sedan dess har nya förorter som Stock Farm, Castle Comfort och Wall House byggts.

## Profiler
- Jean Rhys – författare, född 1894.
- Garth Joseph – basketspelare i NBA, född 1973.